# Mont Van Dyke
Le mont Van Dyke (en anglais : Van Dyke Mountain) est une montagne située dans l'État américain du Maine, à 2,5 km à l'est de la frontière avec la province canadienne du Québec, et qui fait partie des Appalaches. Il s'élève à 969 mètres d'altitude. La montagne est située au nord-est de la montagne Merrill et au sud-est de Moose Hill.
La montagne est visible depuis la route des Sommets en Estrie.